# Kalša
Kalša es un municipio del distrito de Košice-okolie en la región de Košice, Eslovaquia, con una población estimada a final del año 2024 de 747 habitantes.
Se encuentra ubicado en el centro de la región, en la cuenca hidrográfica del río Sajó (afluente derecho del Tisza) y cerca de la frontera con la región de Prešov y con Hungría.

## Demografía
| Año        | 1994 | 2004    | 2014    | 2024    |
| ---------- | ---- | ------- | ------- | ------- |
| Población  | 695  | 714     | 721     | 747     |
| Diferencia |      | +2,73 % | +0,98 % | +3,60 % |

| Año        | 2023 | 2024    |
| ---------- | ---- | ------- |
| Población  | 748  | 747     |
| Diferencia |      | −0,13 % |